# Charly Mottet
Charles Mottet, meglio conosciuto come Charly Mottet (Valence, 16 dicembre 1962), è un ex ciclista su strada e pistard francese.
Professionista dal 1983 al 1994, vinse il Giro di Lombardia nel 1988 e fu medaglia d'argento ai mondiali in linea 1986.

## Carriera
Charly Mottet nel corso degli anni ottanta e della prima metà degli anni novanta riuscì ad ottenere vittorie di livello, sia nelle brevi corse a tappe come il Giro di Romandia e il Giro del Delfinato, sia nelle classiche. Suoi furono infatti il Giro di Lombardia del 1988 e il Campionato di Zurigo del 1990.
Gli mancò sempre l'acuto in una grande corsa a tappe, anche se vinse la maglia bianca al Giro d'Italia 1984 e centrò il podio al Giro d'Italia 1990, quando fu secondo dietro a Gianni Bugno. Vestì per sei giorni la maglia gialla nel combattutissimo Tour de France 1987, che terminò quarto in classifica generale alle spalle di Roche, Delgado e Bernard. Fu di nuovo quarto nel Tour de France 1991, concluso alle spalle di Indurain, Bugno e Chiappucci, dove siglò una spettacolare doppietta centrando l'undicesima e dodicesima tappa.
Mottet ebbe anche modo di cimentarsi più volte nell'attività su pista, ottenendo anche alcune vittorie, nelle Sei Giorni di Grenoble e Parigi.

## Palmarès

### Strada
- 1983 (Renault, due vittorie)

1ª tappa Tour de Luxembourg (Lussemburgo > Dippach)
2ª tappa Tour de Midi-Pyrénées (Séméac > Saint-Gaudens)
- 1984 (Renault, tre vittorie)

7ª tappa Grand Prix de l'Avenir (Foix-sur-Ariège > Saint-Gaudens)
Classifica generale Grand Prix de l'Avenir
4ª tappa Clásico RCN (Armenia > Riosucio)
- 1985 (Renault, nove vittorie)

Grand Prix d'Ouverture La Marseillaise
Duo Normand (cronocoppie, con Thierry Marie)
Grand Prix des Nations
3ª tappa Étoile de Bessèges (Bessèges > Bessèges)
Tour du Haut-Var
7ª tappa, 1ª semitappa Parigi-Nizza (Mandelieu-la-Napoule > Nizza)
10ª tappa Tour de la Communauté Européenne
12ª tappa Tour de la Communauté Européenne
Giro del Piemonte
- 1986 (Système U, cinque vittorie)

Grand Prix Eddy Merckx (cronometro)
1ª tappa Tour de Midi-Pyrénées (Cahors > Auch)
9ª tappa Vuelta a España (Oviedo > San Isidro)
11ª tappa Vuelta a España (Valladolid, cronometro)
2ª tappa Tour du Vaucluse
- 1987 (Système U, quattro vittorie)

Grand Prix des Nations
Classifica generale Critérium du Dauphiné Libéré
1ª tappa Tour du Limousin (Limoges > Saint-Junien)
Classifica generale Tour du Limousin
- 1988 (Système U, otto vittorie)

Grand Prix des Nations
2ª tappa, 1ª semitappa Tour du Vaucluse
Classifica generale Tour du Vaucluse
6ª tappa, 1ª semitappa Quatre Jours de Dunkerque (Leffrinckoucke > Bray-Dunes, cronoemtro)
3ª tappa Critérium du Dauphiné Libéré (Bourgoin-Jallieu > Annecy)
Giro del Lazio
Giro di Lombardia
3ª tappa Paris-Bourges (Saint-Germain-du-Puy > Saint-Amand-Montrond)
- 1989 (RMO, nove vittorie)

6ª tappa Tirreno-Adriatico (Grottammare > Osimo)
3ª tappa, 2ª semitappa Quatre Jours de Dunkerque (Cassel > Cassel)
Classifica generale Quatre Jours de Dunkerque
3ª tappa Tour d'Armorique (Pontivy > Nantes)
3ª tappa Critérium du Dauphiné Libéré (Montélimar > Carpentras)
Classifica generale Critérium du Dauphiné Libéré
Giro del Lazio
Grand Prix Baden-Baden (cronometro)
Cronoprologo Grand Prix du Midi Libre
- 1990 (RMO, sei vittorie)

Prologo Tour de Romandie (Moutier, cronometro)
2ª tappa, 2ª semitappa Tour de Romandie (Nyon, cronometro)
Classifica generale Tour de Romandie
14ª tappa Tour de France (Millau > Revel)
15ª tappa Giro d'Italia (Dobbiaco > Passo Pordoi)
Meisterschaft von Zürich
- 1991 (RMO, sette vittorie)

2ª tappa, 1ª semitappa Critérium International (Le Thor > Cavaillon)
5ª tappa, 2ª semitappa Quatre Jours de Dunkerque (Cassel > Cassel)
Classifica generale Quatre Jours de Dunkerque
Classiques des Alpes
10ª tappa Tour de France (Rennes > Quimper)
11ª tappa Tour de France (Quimper > Saint-Herblain)
2ª tappa Tour d'Armorique (Roscoff > Quimperlé)
- 1992 (RMO, tre vittorie)

Coppa Bernocchi
8ª tappa Critérium du Dauphiné Libéré (Villard-de-Lans, cronometro)
Classifica generale Critérium du Dauphiné Libéré
- 1993 (Novemail, quattro vittorie)

4ª tappa, 2ª semitappa Tour du Limousin (Limoges > Limoges)
Classifica generale Tour du Limousin
2ª tappa Tour Méditerranéen (Antibes > Tolone-Mont Faron)
Classifica generale Tour Méditerranéen
- 1994 (Novemail, una vittoria)

7ª tappa Parigi-Nizza (Tolone > Mandelieu-la-Napoule)

#### Altri successi
- 1984 (Renault)

Classifica giovani Giro d'Italia
- 1988 (Système U)

Classifica combinata Critérium du Dauphiné Libéré
Classifica punti Bicicletta Eibarresa
- 1989 (RMO)

Circuit de l'Aulne (Criterium)
- 1990 (RMO)

Classifica Gran Premi della Montagna Vuelta a Burgos
Classifica combinata Tour de Romandie

### Pista
- 1987

Sei giorni di Grenoble (con Bernard Vallet)
- 1988

Sei giorni di Grenoble (con Roman Hermann)
- 1989

Sei giorni di Parigi (con Étienne De Wilde)

## Piazzamenti

### Grandi giri
- Giro d'Italia

1984: 21º
1990: 2º
- Tour de France

1985: 36º
1986: 16º
1987: 4º
1988: ritirato
1989: 6º
1990: 49º
1991: 4º
1992: ritirato (12ª tappa)
1993: 40º
1994: 26º
- Vuelta a España

1986: 22º

### Classiche monumento
- Milano-Sanremo

1986: 68º
1988: 81º
1989: 32º
1990: 36º
1991: 91º
1994: 41º
- Giro delle Fiandre

1987: 35º
1988: 7º
- Parigi-Roubaix

1991: 36º
1994: 15º
- Liegi-Bastogne-Liegi

1988: 7º
1991: 23º
- Giro di Lombardia

1983: 15º
1984: 37º
1985: 3º
1986: 21º
1987: 9º
1988: vincitore
1989: 21º
1990: 3º
1991: ritirato
1993: 5º

### Competizioni mondiali
- Campionati del mondo su strada

Giavera del Montello 1985 - In linea: 52º
Colorado Springs 1986 - In linea: 2º
Villach 1987 - In linea: ritirato
Ronse 1988 - In linea: ritirato
Chambéry 1989 - In linea: 19º
Stoccarda 1991 - In linea: 26º
Benidorm 1992 - In linea: 24º
Oslo 1993 - In linea: ritirato

## Riconoscimenti
- Mendrisio d'Oro del Velo Club Mendrisio nel 1988